# Septième mineure

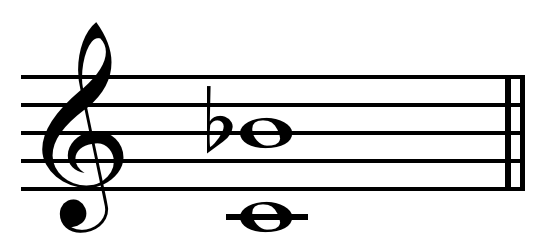
Une septième mineure do-si bémol.

En musique, une septième mineure  est un intervalle de cinq tons (dix demi-tons). Dans un tempérament égal à douze demi-tons (gamme tempérée), la septième mineure est l'équivalent enharmonique de la sixte augmentée.